# Het leven van Castruccio Castracani

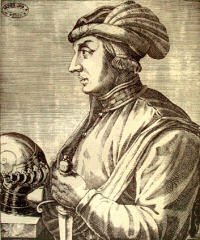
Castruccio Castracani, het onderwerp van de roman van Machiavelli

Het leven van Castruccio Castracani (Italiaans: Vita di Castruccio Castracani) is een biografisch werk van de Florentijn Niccolò Machiavelli uit 1520. Het kleine geschrift bevat de geïdealiseerde levensbeschrijving van de krijgsheer Castruccio Castracani die rond 1300 in Lucca heerste.

## Achtergrond
Op 9 juli 1520 verliet Machiavelli Florence voor een tocht van ongeveer 60 km naar Lucca. Een aantal rijke Florentijnen hadden grote bedragen uitstaan bij de Lucchese bankier Michele Guinigi, die in financiële moeilijkheden geraakt was. Ze stuurden Machiavelli om hun belangen ter plaatse te behartigen. Naast deze handelsmissie maakte hij van de gelegenheid gebruik om deze stadstaat te bestuderen en raakte gefascineerd door het leven van de condottiero Castruccio Castracani, de beroemdste Lucchees uit de geschiedenis. Hij had de tijd om een biografie te schrijven en kon daarbij terugvallen op twee bronnen: de veertiende-eeuwse kroniek van Giovanni Villani en de biografie van Niccolò Tegrimi uit 1496. Eind augustus 1520 was het werkje gereed. Het zou pas gepubliceerd worden anno 1532 in één bundel met De vorst. Na twee maanden werd Machiavelli teruggeroepen naar Florence, toen een bevredigend compromis in zicht was.

## Persoonlijk en maatschappelijk doel
Machiavelli wilde het leven van Castruccio Castracani onder de aandacht brengen. Hij meende dat het vele dingen bevatte waaraan men in zijn tijd een voorbeeld kon nemen en idealiseerde zijn hoofdpersonage onverbloemd. Castracani was de verpersoonlijking van Machiavelli's principe nuovo, de ideale vorst die naar macht en roem streeft met list of geweld. Machiavelli sprak alleen over de grootse daden van Castracani en vermeldde geen negatieve karaktertrekken of mislukte ondernemingen. Later zal hij Castracani's belangrijkste wapenfeiten met meer respect voor de historische waarheid behandelen in de Istorie fiorentine. Men mag veronderstellen dat hij met deze biografie zijn geschiktheid als geschiedschrijver van Florence wilde aantonen.

## Biografie

### Jeugdjaren
De Castracani's waren een adellijke familie in Lucca. Castruccio werd als vondeling opgenomen door de geestelijke Antonio Castracani. Nauwelijks veertien jaar raakte hij de vrome boeken niet meer aan en begon met wapens om te gaan. Qua ingesteldheid en lichamelijke gaven was hij al zijn leeftijdgenoten verre de baas. Hij bezat een welhaast vorstelijk gezag over hen en ze koesterden sympathie en bewondering voor hem. Hij interesseerde zich alleen voor boeken over oorlog voeren en over wapenfeiten van grote mannen. De edelman Francesco Guinigi merkte hem op en zocht toenadering. Deze beroepsmilitair leerde hem paardrijden en met wapens omgaan. Castruccio trok bij hem in, koos voor het soldatenvak en verwierf alle vaardigheden en eigenschappen die een echte edelman diende te bezitten. Hij was respectvol tegenover meerderen, bescheiden tegenover gelijken en vriendelijk tegen ondergeschikten. Hij maakte zich geliefd in heel Lucca. Toen stierf Francesco Guinigi. 

### Handlanger van Uguccione della Faggiuola
De sympathie van de bevolking sloeg om in afgunst. Castracani ging bij velen over de tong als een Welfse leider Giorgio degli Obizi. Castracani sloot zich aan bij de heer van Pisa Uguccione della Faggiuola die de Obizi verjoeg uit Lucca. Florence wilde de Welfen weer in het zadel helpen in Lucca. Voor de slag bij Montecatini was Uguccione ziek; hij droeg het legercommando over aan Castracani. Castruccio deed alsof hij bang was, maar zodra hij wist in welke formatie de vijand zou vechten, besloot hij slag te leveren. Hij sprak zijn soldaten moed in; de overwinning kon hen niet ontgaan. De beste soldaten van Castracani vochten tegen de zwakste soldaten van de vijand, terwijl de beste soldaten van de vijand werkloos moesten toezien. Meer dan tienduizend man vonden de dood bij de Welfen, nog geen driehonderd aan de zijde van Castracani. Hij vestigde zijn roem definitief.

### Verdrijving van Uguccione della Faggiuola
Uguccione della Faggiuola was zo jaloers dat hij Castracani uit de weg wilde ruimen. Zijn zoon Neri nam Castracani gevangen, maar was bang om zich de woede van het volk op de hals te halen door hem te doden. Toen de Pisanen in opstand kwamen, grepen ook de Lucchezen naar de wapens. Castracani werd vrijgelaten en organiseerde een opstand tegen Uguccione met de steun van het volk. Die week uit naar Lombardije.

### Heer van Lucca
Castracani werd heer en meester over Lucca en besloot zijn militaire reputatie te vergroten. Na de grootscheepse herovering van verloren gebieden liep heel de stad uit om hem in te halen. Castracani werd bij besluit van het volk tot Heer verheven. De Roomse keizer Frederik van Beieren benoemde hem tot vicaris van Toscane en Heer van Pisa. De familie Poggio wilde hem verjagen, maar legde na bemiddeling toch de wapens weer neer. Castracani toonde zich zeer erkentelijk tot hij ze gevangennam en doodde. Onder allerlei voorwendsels en excuses maakte hij iedereen onschadelijk die in Lucca een greep naar de macht zou kunnen doen. Voor niemand kende hij pardon: hij beroofde ze van hun burgerschap, hun bezittingen en ook van het leven. Voor alle zekerheid bouwde hij in Lucca het fort Augusta.

### Verovering van Pistoia
Alle Ghibellijnse bannelingen in Toscane en Lombardije klopten bij Castracani aan om hun geboortestad te heroveren op de Welfen. Hij besloot naar de heerschappij over heel Toscane te streven, zocht toenadering tot de Visconti van Milaan en bracht in Lucca en ommelanden twintigduizend man onder de wapens. Hij was erop gebrand om Pistoia in te nemen. Deze stad was verdeeld tussen Witte en Zwarte Welfen. De leiders van beide kampen wilden met de hulp van Castracani hun rivaal de stad uitwerken. Castracani en zijn protegé Paolo Guinigi werden als vrienden ingehaald, maar op zijn teken doodden ze elk een van die leiders. Castracani vestigde zijn gezag over het volk met allerlei toezeggingen.

### De slag bij Serravalle
In de tijd dat de pausen zich in Avignon gevestigd hadden, brak er een opstand uit in Rome tegen het gezag van de Duitse gouverneur. Castracani trok in eigen persoon naar Rome met zeshonderd ruiters om de rust te herstellen. Hij voerde een grote hoeveelheid graan aan, strafte de machtigste mannen en werd benoemd tot senator. 
Intussen waren de aanhangers van Castracani verdreven uit Pistoia met Florentijnse hulp. Hij wilde een treffen forceren met de Florentijnen in de pas van Serravalle. De doorgang is er zo nauw dat twintig soldaten schouder aan schouder het Nievoledal zouden kunnen vergrendelen. Het Florentijnse leger beschikte namelijk over dertigduizend man; Castracani had maar twaalfduizend soldaten meegenomen. Hij verlokte de Florentijnen om zich aan de doortocht te wagen, terwijl hij 's nachts zijn manschappen naar Serravalle verplaatste. Zo werden onvoorbereide troepen aangevallen door gevechtsklare troepen in slagorde. Het werd een zware nederlaag voor Florence. De Pistoiezen erkenden Castracani als hun heer. Hij bezette Prato en nam posities in op twee mijl van Florence. 

### De slag bij Fucecchio
Castracani moest een complot bezweren in Pisa. De aanstoker werd ter dood gebracht, zijn familie uit de stad gejaagd en van vele Pisaanse edelen rolden de koppen. Castracani greep kordaat en keihard in om zijn positie veilig te stellen.
Begin mei 1328 bracht Florence een troepenmacht van meer dan dertigduizend infanteristen en tienduizend cavaleristen samen. Castracani nam met twintigduizend infanteristen en vierduizend cavaleristen de verhoogde posities bij Fucecchio in. Hij verlokte de Florentijnen om de rivier over te steken en zat hen al op de huid vóór ze de kans hadden gekregen uit het water te komen. Omdat zijn cavalerie minder sterk was, vuurde hij zijn mannen aan om eerst de infanterie te verslaan. De vijand werd op de vlucht gejaagd tot grote eer en glorie van Castracani. Er sneuvelden 20.231 Florentijnen tegenover 1.570 Lucchezen. 

### Levenseinde
Dodelijk vermoeid en badend in het zweet stond Castracani bloot aan de wind en liep een zware kou op. 's Nachts kreeg hij hoge koorts. In zijn laatste woorden duidde hij Paolo Guinigi aan als zijn opvolger uit dankbaarheid voor zijn leermeester Francesco Guinigi. Daarom had hij afgezien van een huwelijk en kinderen. Van Lucca, Pisa en Pistoia hoefde Paolo weinig trouw te verwachten, op de heren van Milaan en op de keizer kon je geen staat maken. Vertrouw daarom nergens op, behalve op je eigen daadkracht. Castracani raadde Paolo aan om een andere aanpak te kiezen. Wie weet dat hij niet gemaakt is om oorlog te voeren, moet proberen met vreedzame middelen te regeren. Daarna stierf hij en liet een grotere heimwee achter dan welke andere vorst ook. Paolo Guinigi had niet de kwaliteiten van Castracani. Hij raakte Pistoia en Pisa kwijt; Lucca wist hij met moeite te behouden.

### Epiloog
Machiavelli noemde Castracani een uitzonderlijk man die in zijn eigen tijd, maar ook in de tijden daarvoor, maar weinig gelijken kende. Hij was aantrekkelijk om te zien en innemend in de omgang. Hij was geliefd bij zijn vrienden, uitermate gevreesd bij zijn vijanden, rechtvaardig tegenover ondergeschikten en onbetrouwbaar voor vreemden. Hij gebruikte geen geweld als hij kon winnen door een list. Castracani zei gewoonlijk dat mensen alles moeten proberen en nergens bang voor moeten zijn, dat God houdt van sterke mensen, omdat steeds weer blijkt dat hij de machtelozen laat kastijden door de machtigen. Machiavelli gaf een opsomming van boutades waaruit de schranderheid en sterke persoonlijkheid van Castracani moest blijken. Hij had in voor- en tegenspoed de allure van een vorst. Tijdens zijn leven was hij niet de mindere van Philippus van Macedonië of Scipio Africanus. Zonder twijfel zou hij beiden overtroffen hebben, als zijn wieg niet in Lucca gestaan had, maar in Macedonië of in Rome.

## Historische (on)waarheid
Het leven van Castruccio Castracani bevat een kern van historische feiten, uitgebreid met veel literaire fantasie. Alleen het deel over de militair-politieke carrière is direct op de twee bronnen gebaseerd; voor de andere delen zijn er alleen incidentele aanknopingspunten. Ze zijn óf het product van Machiavelli's fantasie óf ontleend aan bronnen die niets met Castracani te maken hebben.
Machiavelli vond een verhaal over de jeugdjaren van Castracani uit. Castruccio was geen vondeling, woonde niet bij een militaire leermeester, maar in de overtuiging van Machiavelli moesten degenen die op aarde grootse dingen tot stand brachten en boven hun tijdgenoten uitblonken, bijna allemaal van lage geboorte zijn. Zo ook de jeugd van Castracani. Het vertoonde sterke gelijkenissen met hoe Herodotus en Xenophon de jeugd van de Perzische koning Cyrus de Grote beschreven en hoe Sallustius de jeugd van de Numidische koning Jugurtha beschreef. 
Machiavelli liet zijn fantasie de vrije loop over de militaire triomfen van Castracani. Deze had het opperbevel helemaal niet tijdens de slag van Montecatini. Hij nam Pistoia niet in door sluipmoorden, maar door omkoping. Hij heeft ook het gezag van de Duitse gouverneur niet hersteld in Rome. De nauwe pas van Serravalle lijkt op de slag bij Thermopylae waar 300 Spartanen in 480 v.Chr. het Perzische leger ophielden, maar in werkelijkheid versloeg Castracani de Florentijnen bij Altopascio. Machiavelli koos interessante locaties voor zijn veldslagen, want er zijn geen aanwijzingen voor een belangrijke slag bij Fucecchio. Castracani droeg zijn macht niet over aan de zoon van zijn leermeester, maar aan zijn eigen zoon Enrico. 
In de epiloog kende Machiavelli een aantal gevleugelde uitspraken toe aan Castracani, maar hij had ze bijna allemaal ontleend aan de Levens van de filosofen van de Griekse biograaf Diogenes Laërtius. Machiavelli koos voor boutades van Aristippus van Cyrene, Bion van Borysthenes, Aristoteles en Diogenes van Sinope. Dat was Machiavelli's vrienden in Florence direct opgevallen.

## Vertalingen
Niccolò Machiavelli, Het leven van Castruccio Castracani, Nederlandse vertaling door Paul van Heck, ISBN 9026312997
De alruinwortel · Belfagor · Clizia · Descrizione del modo tenuto dal Duca Valentino nell' ammazzare Vitellozzo Vitelli, Oliverotto da Fermo, il Signor Pagalo e il Duca di Gravina Orsini · Florentijnse geschiedenissen · De krijgskunst · Het leven van Castruccio Castracani · Verhandeling over de hervorming van de Florentijnse staat na de dood van Lorenzo · Verhandelingen over de eerste tien boeken van Titus Livius · De vorst